# PKP EN61 sorozat
A PKP EN61 sorozat egy lengyel 2'2'+Bo'Bo'+2'2' tengelyelrendezésű 3000 V DC áramrendszerű villamosmotorvonat-sorozat. Összesen 7 db készült el belőle 2005 és 2006 között.